# Хуанкавелика (регион)
Хуанкавелика (на испански: Huancavelica) е един от 25-те региона на южноамериканската държава Перу. Разположен е в югозападната част на страната. Хуанкавелика е с площ от 22 131,47 км². Регионът има население от 347 639 жители (по преброяване от октомври 2017 г.).

## Провинции
Хуанкавелика е разделен на 7 провинции. Някои от провинциите са:
1. Акобамба
2. Ангараес